# Good Girl Gone Bad: The Remixes
A Good Girl Gone Bad: The Remixes Rihanna barbadosi énekesnő negyedik albuma és első remixalbuma. Harmadik stúdióalbuma, a Good Girl Gone Bad tizenkét számának remixeit tartalmazza. 2009. január 27-én jelent meg. A remixalbumot kizárólag a rádiós játszások miatt adták ki. Az amerikai Billboard 200 albumslágerlistán a 106. helyet érte el.
Több olyan dal szerepel rajta, ami már az album deluxe változatának bónuszlemezén is megjelent, de míg azon szerepel az A Girl Like Me albumon megjelent SOS, valamint a két bónusszám, a Cry és a Haunted remixe, ezen nem, de helyettük felkerültek a Good Girl Gone Bad: Reloadeden szereplő két bónuszdal, a Take a Bow és a Disturbia egy-egy remixe. Az Umbrellának eggyel több, a Don't Stop the Musicnak pedig új remixváltozata került fel az albumra.
A Reloaded album harmadik bónuszdalának, az If I Never See Your Face Againnek nem került fel remixe az albumra, ez a Maroon 5 Call and Response: The Remix Album című kiadványán hallható.

## Számlista
1. Umbrella (Seamus Haji & Paul Emanuel Remix) - 3:58
2. Disturbia (Jody den Broeder Remix) - 3:51
3. Shut Up and Drive (The Wideboys Remix) - 3:39
4. Don't Stop the Music (Jody den Broeder Remix) - 3:10
5. Take a Bow (Tony Moran & Warren Riggs Remix) - 4:02
6. Breakin' Dishes (Soul Seekerz Remix) - 3:19
7. Hate That I Love You (K-Klassic Remix) - 3:58
8. Question Existing (The Wideboys Remix) - 3:40
9. Push Up on Me (Moto Blanco Remix) - 3:29
10. Good Girl Gone Bad (Soul Seekerz Remix) 3:28
11. Say It (Soul Seekerz Remix)  - 4:20
12. Umbrella (Lindbergh Palace Remix) - 3:54

## Megjelenési dátumok
| Ország             | Dátum             |
| ------------------ | ----------------- |
| Egyesült Államok   | 2009. január 27.  |
| Ausztrália         | 2009. január 31.  |
| Németország        | 2009. február 6.  |
| Egyesült Királyság | 2009. február 9   |
| Brazília           | 2009. március 13. |